# Resolutie 1982 Veiligheidsraad Verenigde Naties
Resolutie 1982 van de Veiligheidsraad van de Verenigde Naties werd unaniem door de VN-Veiligheidsraad aangenomen op 17 mei 2011. De resolutie verlengde het panel van experts dat toezag op het wapenembargo tegen Darfur met negen maanden.

## Achtergrond
Al in de jaren 1950 was het zwarte zuiden van Soedan in opstand gekomen tegen het overheersende Arabische noorden. De vondst van aardolie in het zuiden maakte het conflict er enkel maar moeilijker op. In 2002 kwam er een staakt-het-vuren en werden afspraken gemaakt over de verdeling van de olie-inkomsten. Verschillende rebellengroepen waren hiermee niet tevreden en in 2003 ontstond het conflict in Darfur tussen deze rebellen en de door de regering gesteunde janjaweed-milities. Die laatsten gingen over tot etnische zuiveringen en in de volgende jaren werden in Darfur grove mensenrechtenschendingen gepleegd waardoor miljoenen mensen op de vlucht sloegen. In februari 2011 stemde een overgrote meerderheid van de inwoners van Zuid-Soedan in een referendum voor onafhankelijkheid.

## Inhoud
De Veiligheidsraad:
- Herinnert aan de vorige resoluties inzake Soedan.
- Herinnert aan het interimrapport van het panel van experts (dat toezag op het wapenembargo tegen Darfur).
- Bepaalt dat de situatie in Soedan een bedreiging voor de internationale vrede in de regio blijft vormen.
- Handelend onder hoofdstuk VII van het Handvest van de Verenigde Naties.

1. Bevestigt het belang van maatregelen uit eerdere resoluties, waaronder resolutie 1945.
2. Beslist het panel van experts te verlengen tot 19 februari 2012.
3. Vraagt het panel minstens 30 dagen voor het einde van dit mandaat een eindrapport in te dienen met bevindingen en aanbevelingen.
4. Besluit actief op de hoogte te blijven.

## Verwante resoluties
- Resolutie 1945 Veiligheidsraad Verenigde Naties (2010)
- Resolutie 1978 Veiligheidsraad Verenigde Naties
- Resolutie 1990 Veiligheidsraad Verenigde Naties
- Resolutie 1996 Veiligheidsraad Verenigde Naties

Lijst ·  1967 ·  1968 ·  1969 ·  1970 ·  1971 ·  1972 ·  1973 ·  1974 ·  1975 ·  1976 ·  1977 ·  1978 ·  1979 ·  1980 ·  1981 ·  1982 ·  1983 ·  1984 ·  1985 ·  1986 ·  1987 ·  1988 ·  1989 ·  1990 ·  1991 ·  1992 ·  1993 ·  1994 ·  1995 ·  1996 ·  1997 ·  1998 ·  1999 ·  2000 ·  2001 ·  2002 ·  2003 ·  2004 ·  2005 ·  2006 ·  2007 ·  2008 ·  2009 ·  2010 ·  2011 ·  2012 ·  2013 ·  2014 ·  2015 ·  2016 ·  2017 ·  2018 ·  2019 ·  2020 ·  2021 ·  2022 ·  2023 ·  2024 ·  2025 ·  2026 ·  2027 ·  2028 ·  2029 ·  2030 ·  2031 ·  2032